# Fiera di Ferrara
La Fiera di Ferrara è il principale polo fieristico della città di Ferrara. È ubicata in via della Fiera 11 ed è situata nella periferia sud della città.
La società Ferrara Fiere Congressi Srl è stata costituita nel 2002 all'ente autonomo della Fiera di Bologna e, insieme alla Fiera di Modena, costituisce un polo fieristico articolato su un'area di oltre 200 000 m² unico in Europa.

## Quartiere fieristico e composizione
L'edificio è stato progettato dall'architetto Vittorio Gregotti. Il quartiere fieristico si estende su un'area di 26000 m² dei quali 16 000 sono coperti e 10 000 costituiscono due piazze esterne per le esposizioni all'aria aperta. Vanno inoltre aggiunti i 5000 m² adibiti a parcheggio per un totale 2 000 posti auto.
Il complesso fieristico è stato progettato e costruito su di una planimetria a T ed è costituito da 6 padiglioni per esposizioni e da 4 corpi servizi. Tutta la superficie espositiva è situata su un unico livello al piano terra mentre ai piani sopraelevati sono presenti sale convegni e uffici amministrativi.
Il piano terra ricopre una superficie di 1800 m² nel quale sono presenti la zona di ingresso con le biglietterie, il guardaroba, il centro informazioni, il bar e uno sportello della Cassa di Risparmio di Cento. Dalla zona di ingresso si accede direttamente ai padiglioni 1 e 2, che ricoprono un'area di 2283 m², e che sono le principali aree adibite alle esposizioni e manifestazioni più significative e importanti. In particolare il padiglione 2 ospita una sala congressi modulare con una capienza di oltre 900 posti al fine di realizzare eventi di ampia portata oltre che a manifestazioni come mostre-convegni e gruppi di lavoro specializzati nonché aree per la ristorazione. Dopo i padiglioni 1 e 2 che costituiscono il corpo portante del quartiere fieristico si dislocano in successione i restanti padiglioni 3, 4, 5 e 6 che ricoprono un'area complessiva di 2403 m². Ai lati dei padiglioni 3 e 4 sono posizione strategicamente 4 sale congressi da 50 posti al fine di rendere più agevoli e fruibili gli spazi adibiti alle esposizioni più articolate.
Al primo piano sono presenti 3 sale convegni da 70, 100 e 160 posti oltre che a un ampio punto di ristorazione attrezzato con cucina, sale per pause caffè, cene di gala, ricevimenti e buffet, il tutto dislocato si un'area complessiva di 1800 m². Al secondo piano sono invece situati gli uffici di Ferrara Fiere Congressi, uffici per organizzatori, cucine e impianti tecnologici.
Il quartiere fieristico è inoltre servito dalla linea HF del trasporto pubblico urbano ferrarese gestito da AMI.

## Eventi fieristici
Il quartiere fieristico ferrarese, data l'elevata importanza storica e artistica della città, punta all'esposizione di manifestazioni a contenuto ambientale, culturale e ricreativo. A titolo esemplificativo
gli eventi fieristici compresi nel calendario 2017 furono i seguenti:
- Auto e moto del passato: mostra di auto e moto d'epoca
- Miner Bijoux: mostra di minerali e bigiotteria
- Ferrara Militaria: mostra di collezionismo militare
- Elettronica Ferrara
- Soft Air Fair: mostra di equipaggiamenti, attrezzature, gruppi e associazioni di SoftAir
- Pollice Verde: mostra di orticoltura, hobbistica
- Liberamente: mostra dedicata al plein air, turismo e vacanze, auto moto & biciclette, sport bellezza e benessere, hobbistica, enogastronomia
- Misen – Salone Nazionale delle Sagre in contemporanea con Gustosissima – Salone del Cibo
- Restauro - Salone Internazionale dei Beni Culturali e Ambientali
- Esposizione Nazionale Canina
- RemTech – CoastEsonda – Inertia salone dedicato alle tecnologie di bonifica, caratterizzazione e monitoraggio dei siti contaminati, strumenti per la gestione e la pianificazione, bonifica e gestione post operativa delle discariche
- Edenica mostra di arti marziali, arti olistiche, massaggi
- Il Fè in Fiera
- Futurpera – World Pear fair salone internazionale dedicato alla valorizzazione della filiera pericola
- Usi e Costumi mostra dedicata a itinerari ed eventi culturali, festival e rievocazioni storiche
- Carp Show & Specialist Artificiali – lures expo mostra Carp, Cat e Feeder Fishing; pesca con esche artificiali
- Winter Wonderland Parco divertimenti a tema Natalizio